# Колдвотер (Канзас)
Колдвотер (англ. Coldwater) — місто (англ. city) в США, в окрузі Команчі штату Канзас. Населення — 687 осіб (2020).

## Географія
Колдвотер розташований за координатами 37°16′3″ пн. ш. 99°19′24″ зх. д. / 37.26750° пн. ш. 99.32333° зх. д. (37.267479, -99.323410).  За даними Бюро перепису населення США в 2010 році місто мало площу 7,71 км², з яких 6,84 км² — суходіл та 0,87 км² — водойми.

## Демографія
Згідно з переписом 2010 року, у місті мешкало 828 осіб у 380 домогосподарствах у складі 217 родин. Густота населення становила 107 осіб/км².  Було 458 помешкань (59/км²).
Расовий склад населення:
| - 97,2 % — білих - 0,2 % — корінних американців - 0,1 % — вихідців з тихоокеанських островів - 0,1 % — чорних або афроамериканців - 0,1 % — азіатів |

До двох чи більше рас належало 1,9 %. Частка іспаномовних становила 2,5 % від усіх жителів.
За віковим діапазоном населення розподілялося таким чином: 23,3 % — особи молодші 18 років, 51,6 % — особи у віці 18—64 років, 25,1 % — особи у віці 65 років та старші. Медіана віку мешканця становила 46,1 року. На 100 осіб жіночої статі у місті припадало 90,3 чоловіків;  на 100 жінок у віці від 18 років та старших — 86,2 чоловіків також старших 18 років.
Середній дохід на одне домашнє господарство  становив 43 792 долари США (медіана — 37 125), а середній дохід на одну сім'ю — 55 097 доларів (медіана — 46 167). Медіана доходів становила 37 024 долари для чоловіків та 26 917 доларів для жінок. За межею бідності перебувало 16,4 % осіб, у тому числі 25,7 % дітей у віці до 18 років та 8,7 % осіб у віці 65 років та старших.
Цивільне працевлаштоване населення становило 447 осіб. Основні галузі зайнятості: освіта, охорона здоров'я та соціальна допомога — 21,7 %, мистецтво, розваги та відпочинок — 11,0 %, сільське господарство, лісництво, риболовля — 11,0 %.